# Moussa Farah

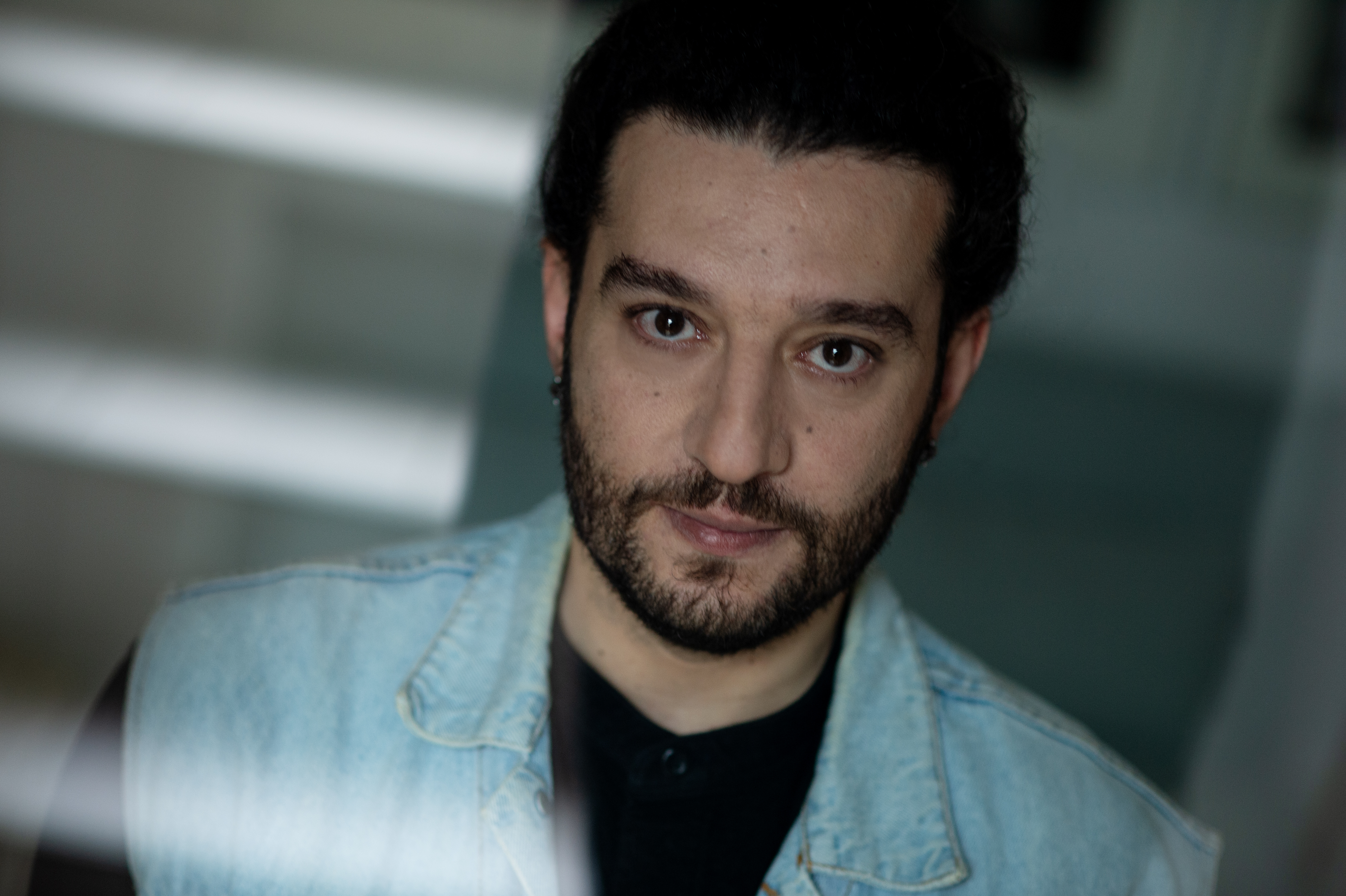
Moussa Farah (2024)

Moussa Farah  (auch David Miottke, * 12. März 1986 in Damaskus) ist ein syrischer Filmregisseur, Drehbuchautor und Produzent.

## Leben
Moussa Farah wuchs in Damaskus in einer katholischen Familie auf. Zwischen 2006 und 2011 studierte er an dem Higher Institute of Dramatic Arts Schauspiel und Dramaturgie. Es folgten ein Studium der Videokunst an der Kunsthochschule Berlin-Weißensee sowie Ausbildungen in der Dokumentarfilmregie an der Berliner MET-Filmschule und in der Spielfilmregie an der FilmArche in Berlin. Anfang 2024 schloss er seine Ausbildung zum Mediengestalter Bild und Ton mit den Qualifikationen in Produktion und Postproduktion ab.
Farah lebt derzeit in Berlin und arbeitet  als Freelancer für Regie, Drehbuch, Schnitt und Schauspielführung. Seit 2008 realisierte er zudem 17 Filme, von denen einige auf Filmfestivals in Deutschland und Syrien gezeigt wurden und dort verschiedene Nominierungen und Preise erhalten haben.

## Filmografie
- 2008: Reflexionen (Regie, Buch, Produktion)
- 2009: Smiler (Regie, Buch, Produktion)
- 2013: Meine Welt (Regie, Buch, Produktion)
- 2017: Du lügst (Regie, Buch, Produktion)
- 2017: Das Leben in einer Tasche (Regie)
- 2018: Über Sex kann man nur auf Englisch singen (Regie)
- 2018: Sicherheit (Regie, Buch, Produktion)
- 2018: Selbstporträt (Regie, Buch, Produktion)
- 2019: Ein Ort für Kunst(Regie, Buch, Produktion)
- 2019: Die Weltraumseelen (Regie, Buch)
- 2019: Warten auf Gouda (Regie, Buch)
- 2020: Nach einem dunklen Tag (Regie, Buch, Produktion)
- 2024: Beben des Seins (Regie, Buch, Produktion)[3]

## Auszeichnungen
- Gewinner des zweiten Preises beim Kurzfilmfestival Damaskus mit dem Film Smiler
- Nach einem dunklen Tag – Halbfinalist beim Capital Filmmakers Festival, Berlin
- Nach einem dunklen Tag – nominiert beim Mabig Film Festival, Berlin
- Warten auf Gouda – nominiert bei Der phantastische Trashfilm Festival, Berlin